# Кадис КФ
Кадис Клуб де Футбол (на испански: Cádiz Club de Fútbol, S.A.D.) е испански футболен отбор от едноименния град Кадис, област Андалусия. Основан е през 1910 г., а от юни 1936 г. носи името Кадис.
Понастоящем тимът играе в Примиера Дивисион, позната още като Ла Лига Сантадер, най-високото ниво в пирамидата на испанския футбол.